# Église Notre-Dame-des-Otages de Paris

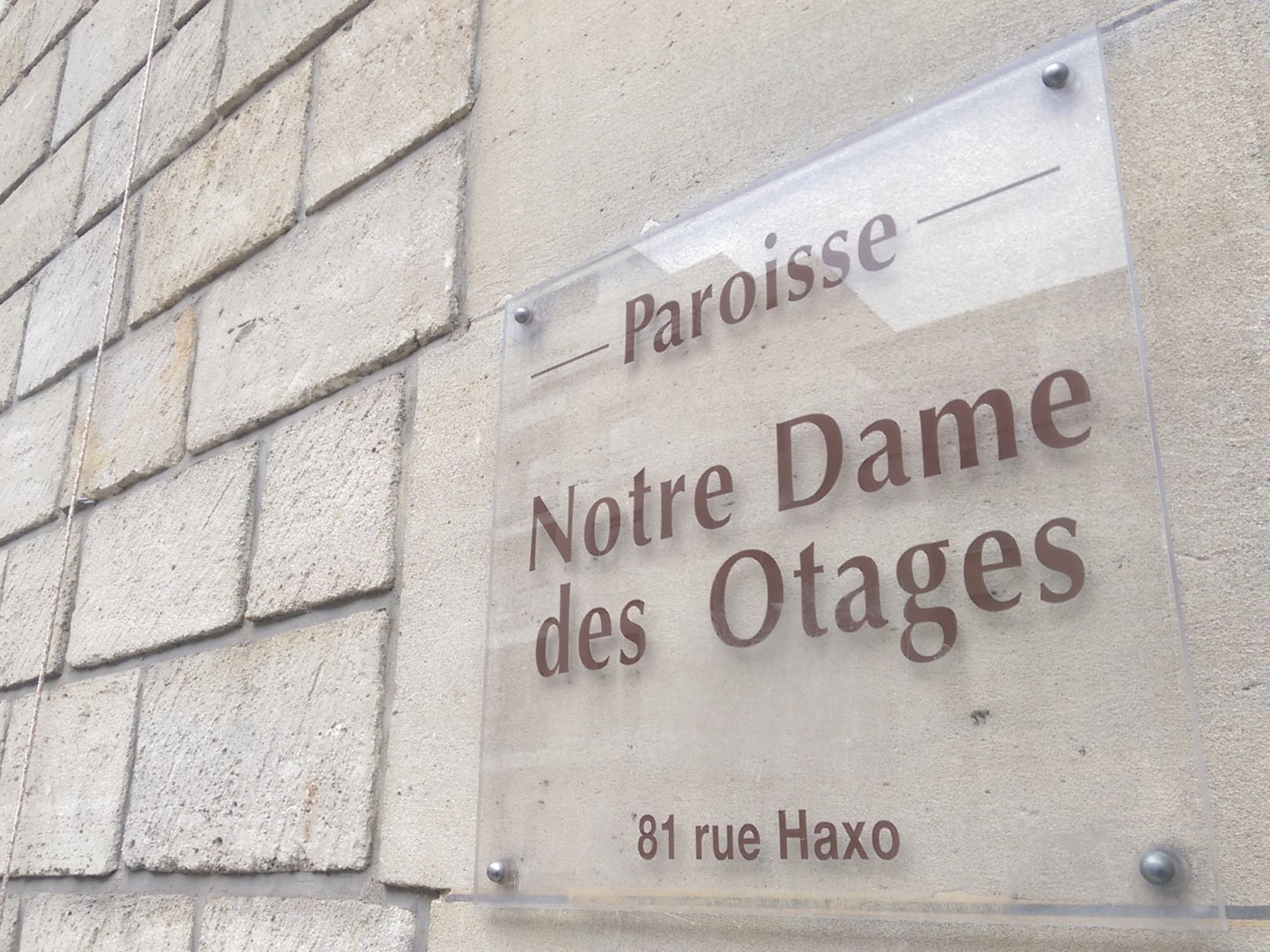
Plaque à l'entrée de la paroisse, église Notre-Dame-des-Otages.

L'église Notre-Dame-des-Otages  est une église paroissiale catholique située au no 81, rue Haxo dans le 20e arrondissement de Paris.

## Présentation
De nombreuses chapelles se sont succédé à partir de 1894 sur un terrain, appartenant aux Jésuites, commémorant la mémoire des 52 otages exécutés le 26 mai 1871 à cet endroit pendant la Semaine sanglante lors de la Commune de Paris. En 1932, le père jésuite Henri Diffiné propose d'édifier une église, qui est rapidement bâtie en 1938 dans le style Art déco sur les plans de l'architecte Julien Barbier. Elle est inaugurée la même année par le cardinal Verdier.
Cette église est érigée en paroisse en 1961 et n'a été consacrée par l'évêque auxiliaire de Paris Éric de Moulins-Beaufort qu'en 2009.
Une procession organisée par l’archevêque de Paris Michel Aupetit, et le curé de la paroisse Notre-Dame des Otages le 29 mai 2021, en hommage aux religieux tués pendant la Commune, est prise à partie par des manifestants qui revenaient de célébrer la mémoire des communards au mur des Fédérés, au cimetière du Père-Lachaise. L'organisation de la procession en hommage aux victimes religieuses de la Commune suscite une controverse au sein des catholiques français,.

## Architecture et ornements
L'église présente un porche unique surmonté d'un clocher central. Le Sacré-Cœur extérieur est l'œuvre de Roger de Villiers. Elle possède une nef unique surplombée d'une imposante voûte en demi-cercle.

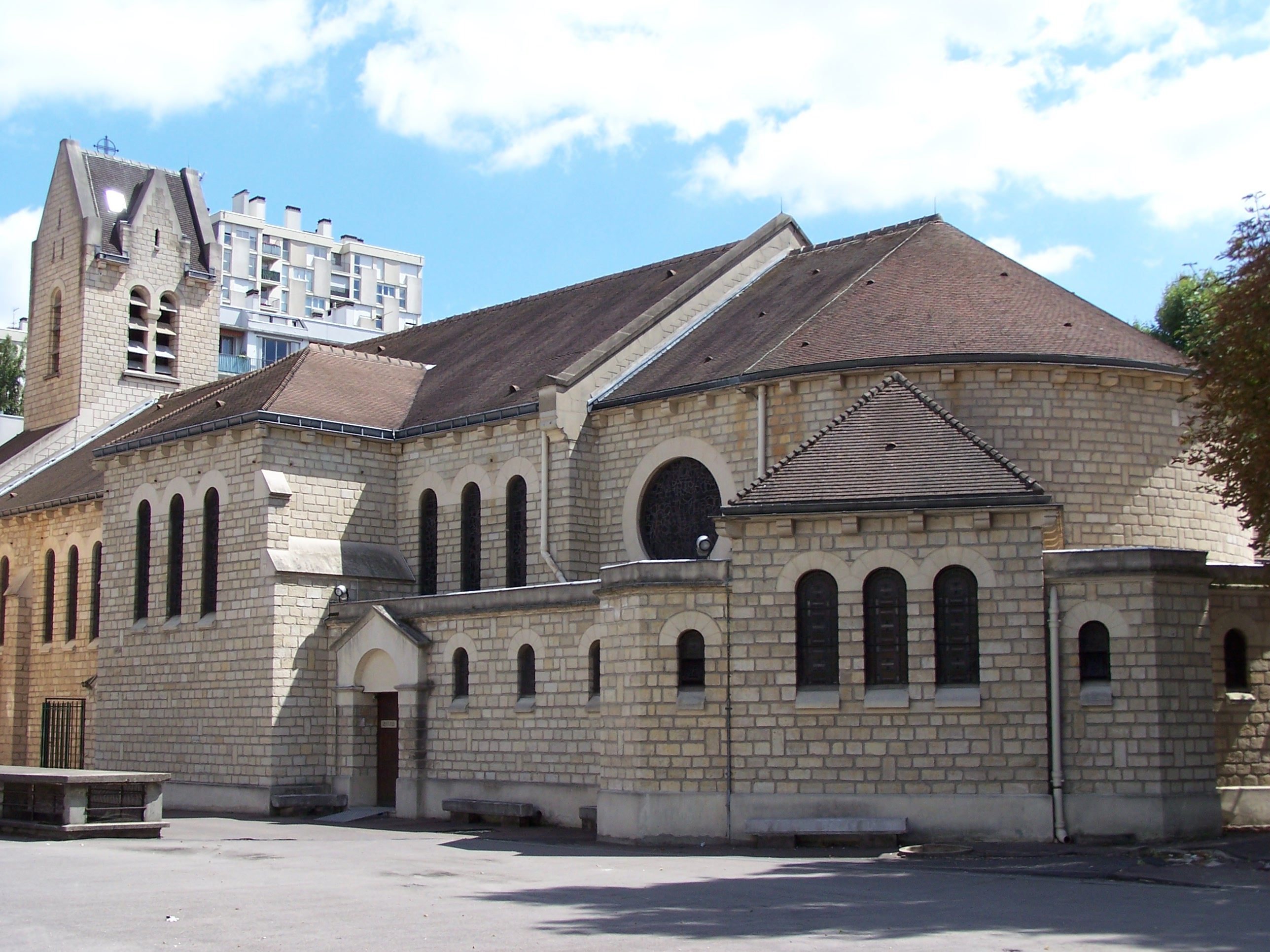
Chevet de l'église.
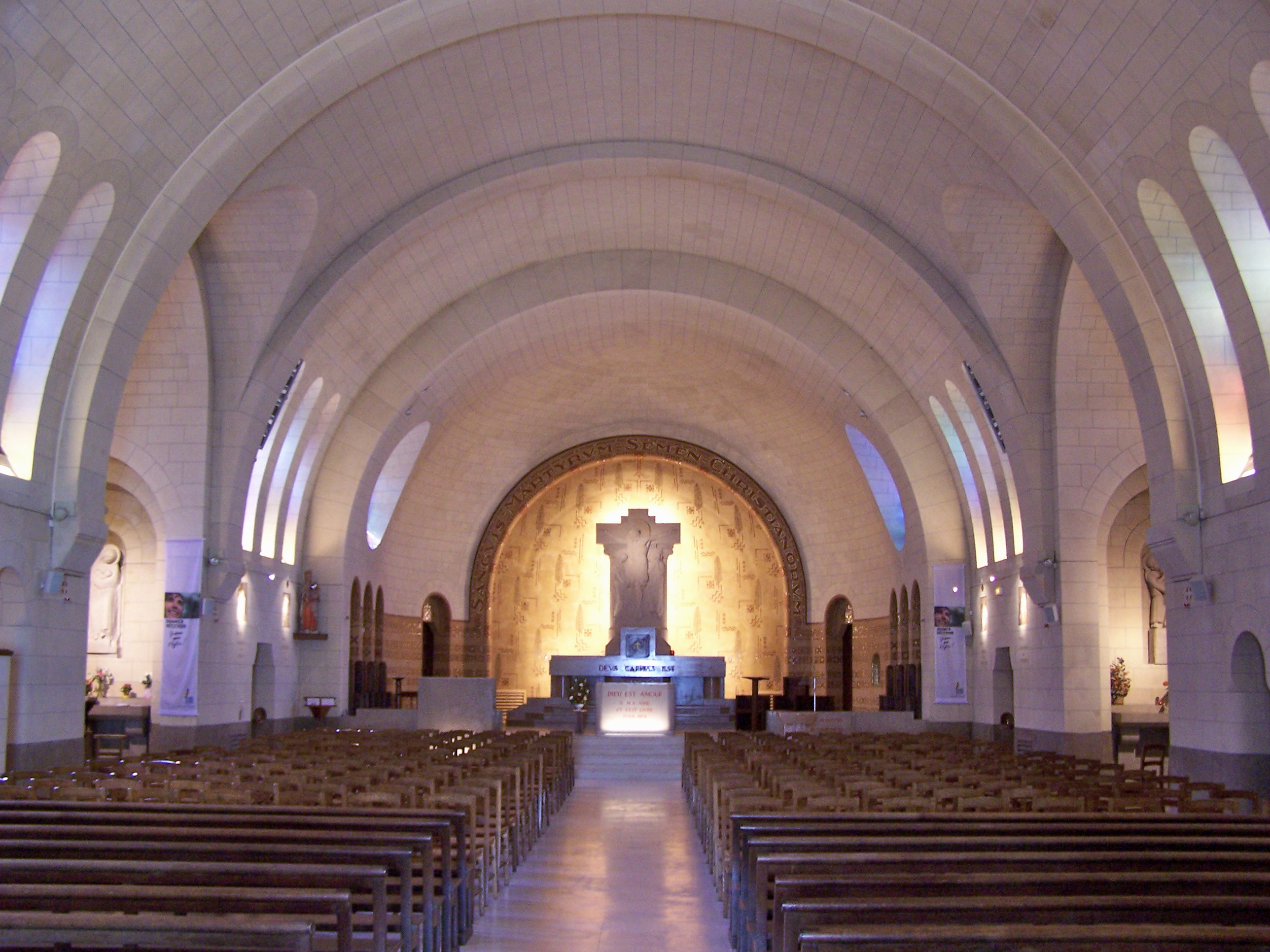
La nef.
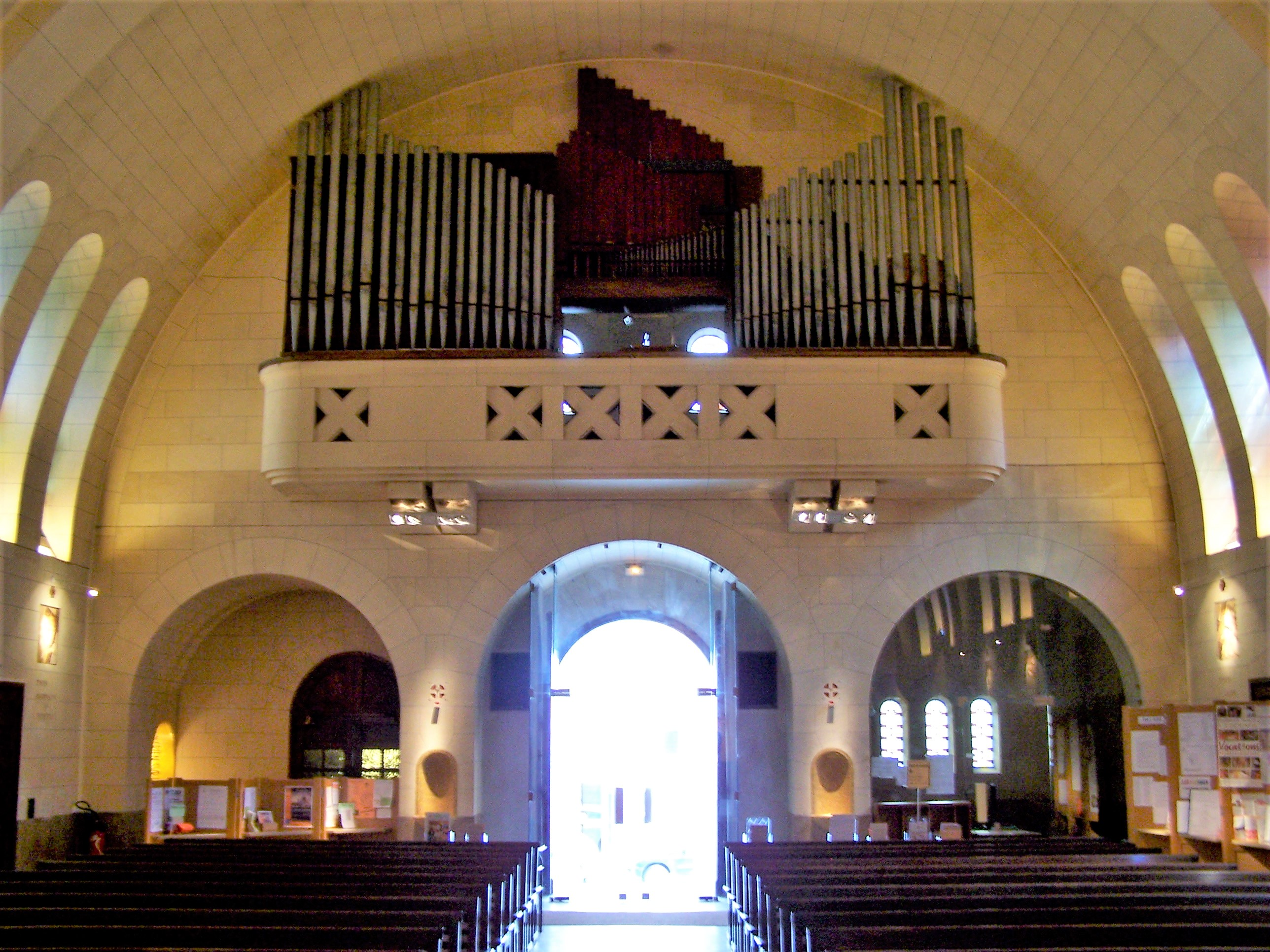
Nef et orgues.

Le Chemin de croix de l'église est réalisé en mosaïques par Félix Gaudin sur des dessins de Louis Mazetier, ce dernier ayant également réalisé les sculptures de ce lieu de culte, notamment le maître-autel. Les vitraux sont réalisés par le verrier Louis Barillet avec le concours de Jacques Le Chevallier et Théo Hanssen.

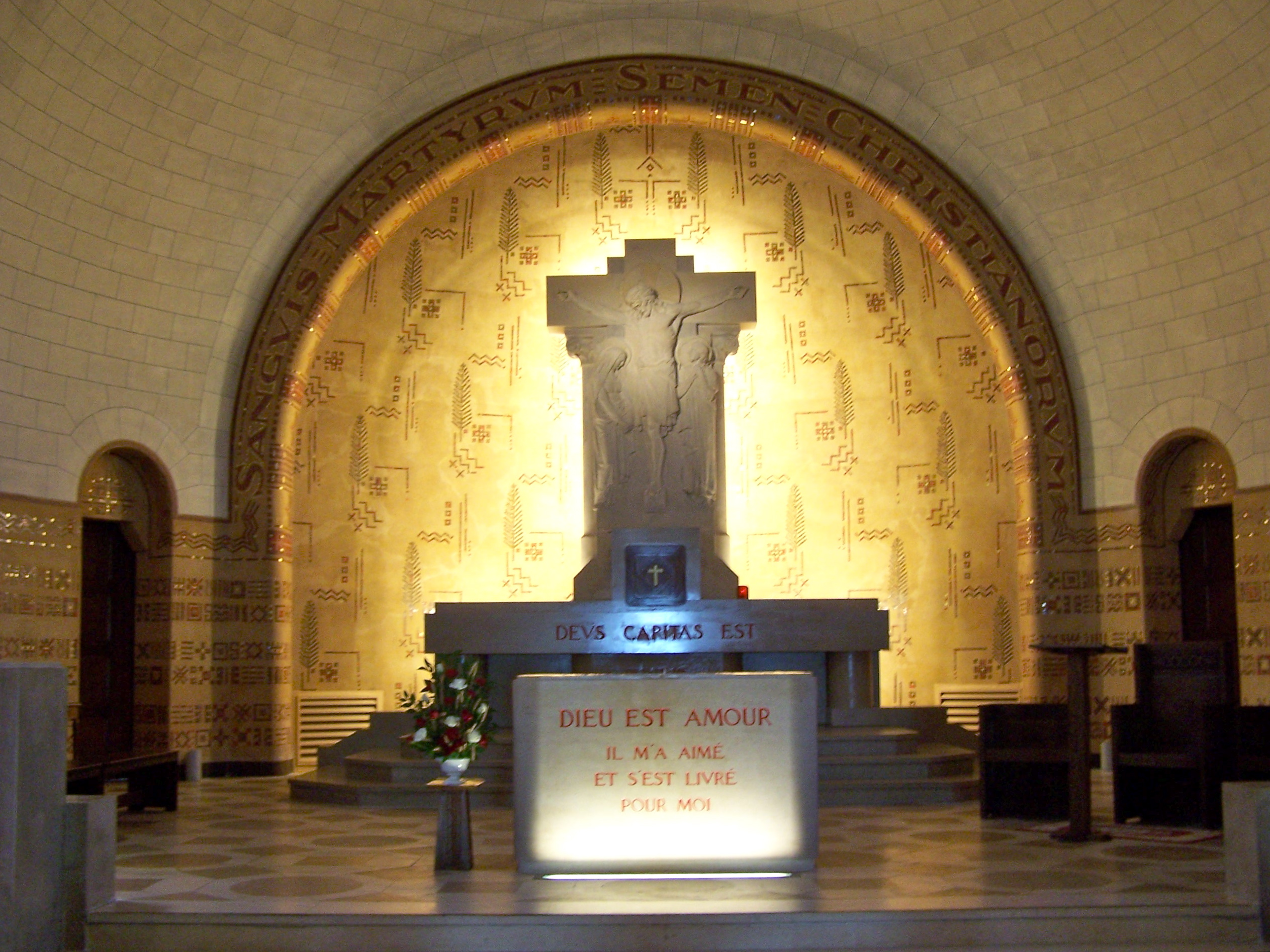
Le maître-autel et l'abside.
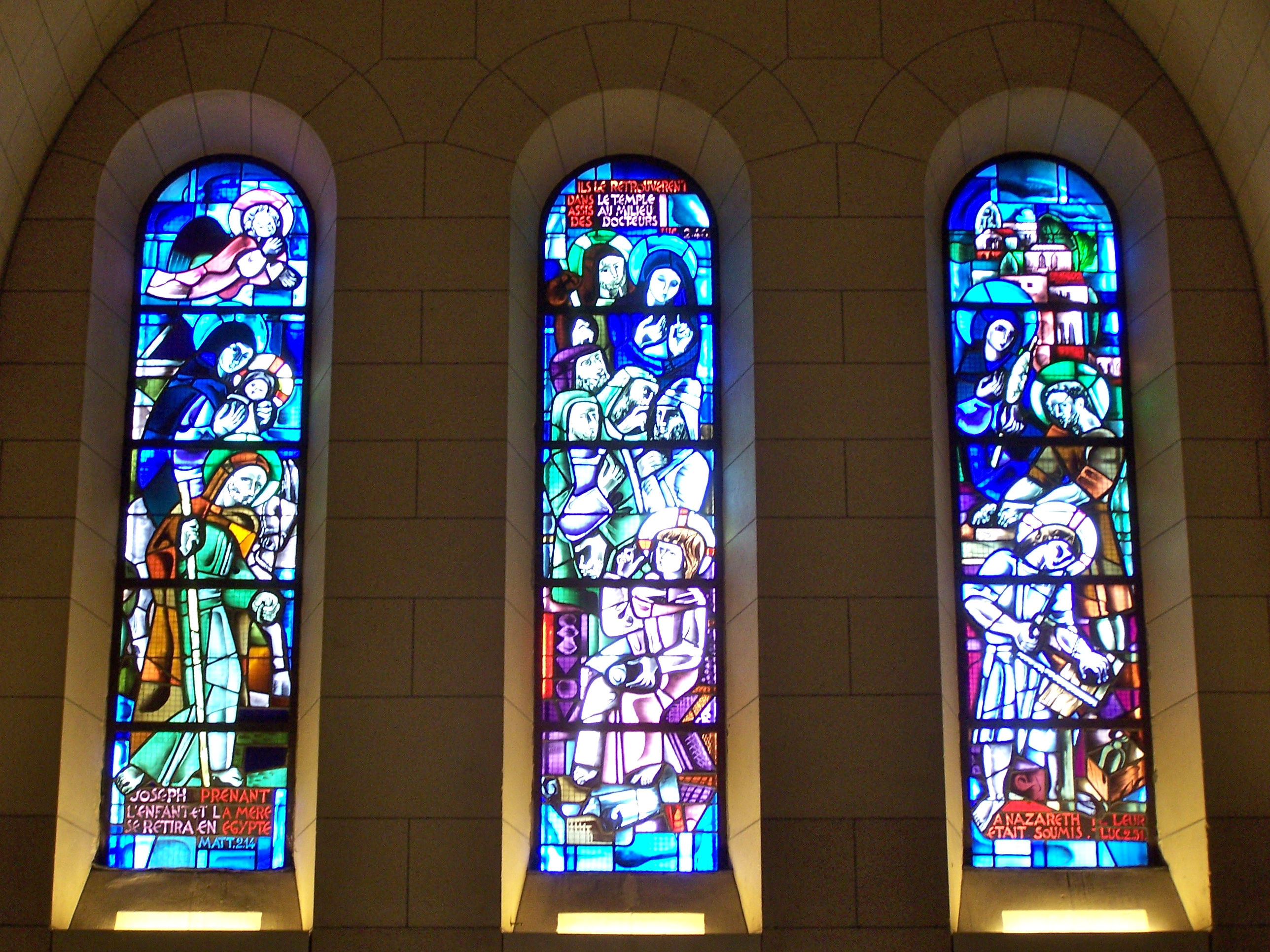
Vitraux du transept droit.
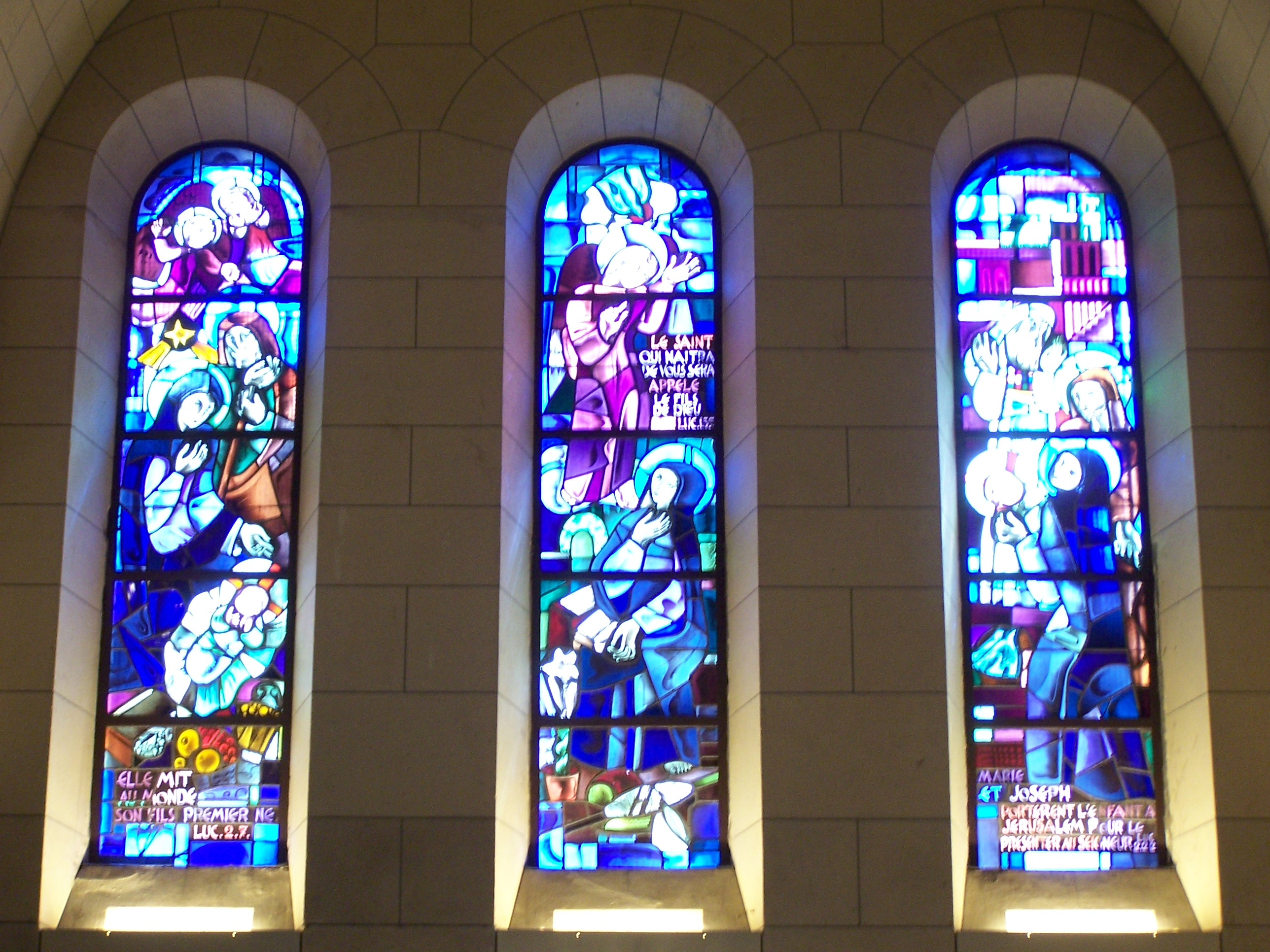
Vitraux du transept gauche.

### Articles liés
- Massacre de la rue Haxo
- Villa des Otages
- Liste des édifices religieux de Paris
- Archidiocèse de Paris